# Список лейтенант-губернаторов Острова Принца Эдуарда
Ниже представлен спи́сок губерна́торов и лейтена́нт-губерна́торов О́строва При́нца Эдуа́рда, до 1799 известного как Остров Сент-Джонс. Хотя должность лейтенант-губернатора на Острове Принца Эдуарда появилась, лишь когда провинция вошла в Канадскую конфедерацию в 1873, до этого её территория с 1769 года управлялась губернатором Острова Сент-Джонс.

## Губернаторы Острова Сент-Джонс (1769—1786)
| #                                       | Имя              | Губернатор с | Губернатор по |
| --------------------------------------- | ---------------- | ------------ | ------------- |
| Губернаторы при Георге III (1769—1786): |                  |              |               |
| 1                                       | Уолтер Паттерсон | 14 июля 1769 | 4 ноября 1786 |

## Лейтенант-губернаторы Острова Сент-Джонс (1786—1799)
| #                                       | Имя            | Губернатор с  | Губернатор по  |
| --------------------------------------- | -------------- | ------------- | -------------- |
| Губернаторы при Георге III (1786—1799): |                |               |                |
| 2                                       | Эдмунд Фэннинг | 4 ноября 1786 | 1 февраля 1799 |

## Лейтенант-губернаторы Острова Принца Эдуарда (1799—1873)
| #                                          | Имя                                                   | Губернатор с    | Губернатор по   |
| ------------------------------------------ | ----------------------------------------------------- | --------------- | --------------- |
| Губернаторы при Георге III (1799—1820):    |                                                       |                 |                 |
| 2                                          | Эдмунд Фэннинг                                        | 1 февраля 1799  | 10 мая 1804     |
| 3                                          | Джозеф Фредерик Уоллет Дебарр                         | 10 мая 1804     | →               |
|                                            | Уильям Тауншенд (исполняющий обязанности губернатора) | 5 августа 1812  | 24 июля 1813    |
| 3                                          | продолжение срока…                                    | ←               | 24 июля 1813    |
| 4                                          | Чарльз Дугласс Смит                                   | 24 июля 1813    | →               |
| Губернаторы при Георге IV (1820—1830):     |                                                       |                 |                 |
| 4                                          | продолжение срока…                                    | ←               | 19 апреля 1824  |
| 5                                          | Джон Реди                                             | 19 апреля 1824  | →               |
| Губернаторы при Вильгельме IV (1830—1837): |                                                       |                 |                 |
| 5                                          | продолжение срока…                                    | ←               | 16 марта 1831   |
| 6                                          | Сэр Мюррей Максвелл                                   | 16 марта 1831   | 26 июля 1831    |
| 7                                          | Сэр Арета Уильям Янг                                  | 26 июля 1831    | 1 декабря 1835  |
| 8                                          | Джордж Райт                                           | 1 декабря 1835  | 30 августа 1836 |
| 9                                          | Сэр Джон Харви                                        | 30 августа 1836 | →               |
| Губернаторы при Виктории (1837—1873):      |                                                       |                 |                 |
| 9                                          | продолжение срока…                                    | ←               | 31 марта 1837   |
| 10                                         | Сэр Чарльз Огастес Фицрой                             | 31 марта 1837   | 2 ноября 1841   |
| 8                                          | Джордж Райт                                           | 2 ноября 1841   | 13 ноября 1841  |
| 11                                         | Сэр Генри Вир Хантли                                  | 13 ноября 1841  | 1 ноября 1847   |
| 12                                         | Дональд Кэмпбелл баронет                              | 9 декабря 1847  | 18 октября 1850 |
| 13                                         | Эмброуз Лейн                                          | 18 октября 1850 | 10 марта 1851   |
| 14                                         | Сэр Александр Баннерман                               | 10 марта 1851   | 11 июля 1854    |
| 15                                         | Сэр Доминик Дейли                                     | 11 июля 1854    | 25 мая 1859     |
| 16                                         | Чарльз Янг                                            | 25 мая 1859     | 8 июня 1859     |
| 17                                         | Джордж Дандас                                         | 8 июня 1859     | 22 октября 1868 |
| 18                                         | Сэр Роберт Ходжсон                                    | 22 октября 1868 | 6 октября 1870  |
| 19                                         | Сэр Уильям Кливер Фрэнсис Робинсон                    | 6 октября 1870  | 1 июля 1873     |

## Лейтенант-губернаторы Острова Принца Эдуарда (с 1873)
| #                                        | Имя                                | Губернатор с     | Губернатор по    |
| ---------------------------------------- | ---------------------------------- | ---------------- | ---------------- |
| Губернаторы при Виктории (1873—1901):    |                                    |                  |                  |
| 19                                       | Сэр Уильям Кливер Фрэнсис Робинсон | 1 июля 1873      | 4 июля 1874      |
| 18                                       | Сэр Роберт Ходжсон                 | 4 июля 1874      | 10 июля 1879     |
| 20                                       | Томас Хит Хэвиленд                 | 10 июля 1879     | 18 июля 1884     |
| 21                                       | Эндрю Арчибальд Макдональд         | 18 июля 1884     | 2 сентября 1889  |
| 22                                       | Джедидая Слейсон Карвелл           | 2 сентября 1889  | 14 февраля 1894  |
| 23                                       | Джордж Уильям Хаулэн               | 21 февраля 1894  | 23 мая 1899      |
| 24                                       | Питер Адольфус Макинтайр           | 23 мая 1899      | →                |
| Губернаторы при Эдуарде VII (1901—1910): |                                    |                  |                  |
| 24                                       | продолжение срока…                 | ←                | 3 октября 1904   |
| 25                                       | Дональд Александр Маккиннон        | 3 октября 1904   | →                |
| Губернаторы при Георге V (1910—1936):    |                                    |                  |                  |
| 25                                       | продолжение срока…                 | ←                | 1 июня 1910      |
| 26                                       | Бенджамин Роджерс                  | 1 июня 1910      | 3 июня 1915      |
| 27                                       | Огастин Колин Макдональд           | 3 июня 1915      | 16 июля 1919     |
| 28                                       | Мердок Маккиннон                   | 2 сентября 1919  | 8 сентября 1924  |
| 29                                       | Фрэнк Ричард Херц                  | 8 сентября 1924  | 19 ноября 1930   |
| 30                                       | Чарльз Дальтон                     | 19 ноября 1930   | 9 декабря 1933   |
| 31                                       | Джордж Дебризе де Блуа             | 28 декабря 1933  | →                |
| Губернаторы при Эдуарде VIII (1936):     |                                    |                  |                  |
| 31                                       | продолжение срока…                 | ←                | →                |
| Губернаторы при Георге VI (1936—1952):   |                                    |                  |                  |
| 31                                       | продолжение срока…                 | ←                | 11 сентября 1939 |
| 32                                       | Брэдфорд Уильям Лепаж              | 11 сентября 1939 | 18 мая 1945      |
| 33                                       | Джозеф Альфонсус Бернард           | 18 мая 1945      | 4 октября 1950   |
| 34                                       | Томас Уильям Лемюэль Праус         | 4 октября 1950   | →                |
| Губернаторы при Елизавете II (с 1952):   |                                    |                  |                  |
| 34                                       | продолжение срока…                 | ←                | 31 марта 1958    |
| 35                                       | Фредерик Уолтер Хиндман            | 31 марта 1958    | 1 августа 1963   |
| 36                                       | Виллибальд Джозеф Макдональд       | 1 августа 1963   | 6 октября 1969   |
| 37                                       | Джон Джордж Маккей                 | 6 октября 1969   | 24 октября 1974  |
| 38                                       | Гордон Локхарт Беннетт             | 24 октября 1974  | 14 января 1980   |
| 39                                       | Жозеф Обен Дуарон                  | 14 января 1980   | 1 августа 1985   |
| 40                                       | Ллойд Макфейл                      | 1 августа 1985   | 16 августа 1990  |
| 41                                       | Марион Лоретта Рейд                | 16 августа 1990  | 30 августа 1995  |
| 42                                       | Гилберт Ральф Клементс             | 30 августа 1995  | 8 мая 2001       |
| 43                                       | Ж. Леонс Бернар                    | 28 мая 2001      | 31 июля 2006     |
| 44                                       | Барбара Оливер Хагерман            | 31 июля 2006     |                  |
| 1.                                       |                                    |                  |                  |